# Codex alimentarius

Ilustrație ce reprezintă importanța siguranței alimentare.

Codex alimentarius este o colecție de standarde internaționale, de coduri de bună practică alimentară, de ghiduri și de alte recomandări referitoare la produsele alimentare, la producerea și siguranța acestora.

## Istoric
Numele derivă din Codex Alimentarius Austriacus. Cuprinsul acestui codex a fost elaborat în anul 1963 de către Organizația Națiunilor Unite pentru Agricultură și Alimentație (FAO) în colaborare cu Organizația Mondială a Sănătății (OMS). Comisia creată în acest scop avea drept obiectiv protejarea sănătății consumatorilor și asigurarea unor practici pentru oținerea produselor alimentare. Codex Alimentarius este recunoscut de către OMS ca punct de referință pentru rezolvarea disputelor referitoare la securitatea alimentară a consumatorilor.

Codex Alimentarius cuprinde standarde pentru toate alimentele, fie ele preparate, semipreparate sau crude și pentru distribuția către consumator, prevederi în ceea ce privește igiena alimentară, aditivi alimentari, reziduuri de pesticide, factori de contaminare, etichetare și prezentare, metode de analiză și prelevare.

## Controverse
Controversa privind Codex Alimentarius se referă la percepția că acesta este un standard obligatoriu pentru siguranța produselor alimentare, inclusiv pentru suplimentele de vitamine și minerale. Suporterii Codex Alimentarius spun că acesta este o referință voluntară pentru produsele alimentare și că țările nu sunt obligate să adopte standardele Codexului. Din punctul de vedere al adversarilor Codexului Alimentarius una din principalele cauze de îngrijorare este că Codex Alimentarius este recunoscut de către Organizația Mondială a Comerțului ca un standard internațional de referință pentru soluționarea litigiilor privind siguranța alimentară și protecția consumatorului. Susținătorii Codexului Alimentarius spun că folosirea acestuia în litigiile internaționale nu exclude utilizarea altor referințe sau studii științifice ca dovadă a protecției consumatorului și securității alimentare.